# قائمة رؤساء باكستان
رئيسُ باكستان هو رئيسُ باكستان. وفقاً لدستور باكستان، فإن الرئيس يتمتعُ بصلاحياتٍ (حسبَ موافقة أو رفض المحكمة العليا) بحل المجلس الوطني، وإجراءِ انتخاباتٍ جديدة، وإقالة رئيس الوزراء. عُدلت هذه الصلاحيات مراراً وتكراراً تماشياً مع التعديلات التي أُدخِلت على الدستور كنتيجة للانقلابات العسكرية والتغييرات التي عرفتها الحكومة. منذ إقرار التعديل الثامن عشر للدستور في عام 2010، تحولت باكستان من جمهورية ذات نظام شبه رئاسي إلى جمهورية ديمقراطية برلمانية. وبموجب هذا النظام، أصبح للرئيس صلاحيات حكم محدودة، ويؤدي واجبات رسمية فقط، بينما حظيَ رئيس الوزراء بسلطات أكثر لتنفيذ القرارات. يُختار الرئيس من قبل المجمع الانتخابي الذي يتكون من مجلس الشيوخ والمجلس الوطني والجمعيات الإقليمية.
توالى على رئاسة باكستان ثلاثة عشر رئيساً منذ عام 1956. حيث تأسس المنصب عندما أُعلِنت باكستان جمهورية بمقتضى دستور 1956، وأصبح إسكندر ميرزا أول رئيس للبلاد. وبصرف النظر عن هؤلاء الإثني عشر رئيساً، كان هناك أيضاً رئيسان بالإنابة في السلطة لفترات قصيرة من الزمن. أحدهم وسيم سجاد الذي شغل منصب الرئيس بالإنابة في مناسبتين غير متتاليتين خلال 1993 و1997-1998. يجوز للرئيس البقاء في منصبه لمدة خمس سنوات. في حالة انتهاء ولاية الرئيس في وقت مبكر أو أثناء غياب الرئيس، يتولى رئيس مجلس الشيوخ منصبه.
كان ستة من الرؤساء أعضاءً في حزب سياسي وأربعة منهم كانوا أعضاءً نشطين في حزب الشعب الباكستاني. كان الرئيس الأول ضابطاً عسكرياً متقاعداً، وأربعة رؤساء آخرون كانوا ضباطاً عسكريين وصل ثلاثة منهم إلى السلطة عبر انقلابات عسكرية ناجحة في تاريخ باكستان وهم: محمد أيوب خان عام 1958، ومحمد ضياء الحق في 1977 وبرويز مشرف في 1999. توفي الرئيس ضياء خلال توليه المنصب عندما تحطمت طائرته أثناء عودته من بهاولبور إلى إسلام آباد في 17 أغسطس 1988. أما محمد أيوب خان فقد أصبح خلال فترتي ولايته في المنصب أطول الرؤساء حكما بفترة زمنية مقدارها عشر سنوات وخمسة أشهر تقريباً 
الرئيس الحالي لباكستان هو عارف علوي من حركة الإنصاف الباكستانية. الذي يشغل هذا المنصب منذ 9 سبتمبر 2018.

## خط الخلافة والتنحية
ينص الدستور على إمكانية وجود رئيس بالإنابة في الفصل الأول: الرئيس، الجزء الثالث: الاتحاد الباكستاني في دستور باكستان. ومع ذلك، يُسمح لبعض أصحاب المناصب بالترشح للرئاسة في حالة شغور المنصب لأن الدستور لا يتضمن منصب نائب الرئيس وهم كالتالي:
- رئيس مجلس الشيوخ الباكستاني.
- رئيس المجلس الوطني الباكستاني وِفق الفصل الأول: الرئيس، الجزء الثالث: الاتحاد الباكستاني في دستور باكستان.

## الأرض
بدأ الدومينيون كفدرالية من خمس مقاطعات: البنغال الشرقية (أصبحت فيما بعد بنغلاديش) وغرب البنجاب وبلوشستان والسند والمقاطعة الحدودية الشمالية الغربية (NWFP). وكان لكل مقاطعة حاكمها الخاص، الذي عينه الحاكم العام لباكستان. بالإضافة إلى ذلك، على مدى العام التالي، انضمت ولايات باكستان الأميرية التي غطت مساحة كبيرة من غرب باكستان. وكان من بينها بهاولبور، خيربور، سوات، دير، هونزا، شيترال، مكران وخانات قلات.

### خط رادكليف
نُشِر قرار خط رادكليف في 17 أغسطس 1947، وهو خط لترسيم الحدود بين الجزأين الهندي والباكستاني من إقليمي البنجاب والبنغال من الهند البريطانية. سعت لجنة حدود رادكليف إلى فصل المناطق ذات الأغلبية المسلمة في الشرق والشمال الغربي عن المناطق ذات الأغلبية الهندوسية. استلزم ذلك تقسيم مقاطعتين بريطانيتين لم تكن لهما أغلبية موحدة - البنغال والبنجاب. أصبح الجزء الغربي من البنجاب مقاطعة البنجاب الباكستانية وأصبح الجزء الشرقي ولاية البنجاب الهندية. كما تم تقسيم البنغال بالمثل إلى شرق البنغال (في باكستان) والبنغال الغربية (في الهند).
لم يكن لدى لجنة رادكليف سلطة تقسيم أراضي الولايات الأميرية في الهند.

## عهد إليزابيث الثانية
أثناء تتويج الملكة إليزابيث الثانية في عام 1953 ملكة للمملكة المتحدة، تم تتويجها كملكة لسبعة من دول الكومنولث المستقلة بما فيها باكستان، التي كانت لا تزال وقتها دومينيون، في حين أن الهند لم تكن كذلك، حيث أصبحت دومينيون الهند جمهوريةً بمقتضى الدستور الهندي الجديد لعام 1950.
واستمرت باكستان باعتبارها دومينيون إلى غاية 23 مارس 1956 بعد تبني دستور جمهوري.
زارت الملكة باكستان كرئيسة للكومنولث في عامي 1961 و1997 برفقة الأمير فيليب دوق إدنبرة.
غادرت باكستان الكومنولث في عام 1972 بسبب قضية استقلال إقليم شرق باكستان السابق ليصبح دولة مستقلة هي بنغلاديش. لكنها عادت مرة أخرى في عام 1989، ثم تم تعليقها من الكومنولث مرتين: الأولى من 18 أكتوبر 1999 إلى 22 مايو 2004 والثانية من 22 نوفمبر 2007 إلى 22 مايو 2008.

## الملكية (1947–1956)
كان رئيس دولة باكستان منذ حصولها على الاستقلال حتى أصبحت جمهورية هو العاهل البريطاني. بالنسبة للحكام العاميين الذين مثلوهم من عام 1947 إلى عام 1956، انظر الحاكم العام لباكستان.
كان ترتيب العرش الباكستاني هو نفسه ترتيب العرش البريطاني.
| الرقم | الصورة | الإسم (الولادة–الوفاة)          | فترة الحكم    | فترة الحكم    | العائلة المالكة | رئيس الوزراء                             |
| الرقم | الصورة | الإسم (الولادة–الوفاة)          | البداية       | النهاية       | العائلة المالكة | رئيس الوزراء                             |
| ----- | ------ | ------------------------------- | ------------- | ------------- | --------------- | ---------------------------------------- |
| 1     |        | الملك جورج السادس (1895–1952)   | 14 أغسطس 1947 | 6 فبراير 1952 | ويندسور         | لياقت علي خان خواجة ناظم الدين           |
| 2     |        | الملكة إليزابيث الثانية (1926–) | 6 فبراير 1952 | 23 مارس 1956  | ويندسور         | نظم الدين محمد علي بوغرا تشودري محمد علي |

## الجمهورية (1956- الآن)

علم رئيس باكستان.

بموجب دستور 1956، أول دستور لجمهورية باكستان، حل الرئيس محل الملك كرئيس احتفالي للدولة. ويتم انتخاب الرئيس من قبل المجمع الانتخابي لفترة خمس سنوات. في حالة شغور المنصب يشغل رئيس المجلس الوطني منصب الرئيس بالإنابة.

### دليل الألوان
|  | اسم الحزب                         |
|  | --------------------------------- |
|  | الحزب الجمهوري                    |
|  | مؤتمر الرابطة الإسلامية           |
|  | القوات المسلحة الباكستانية        |
|  | مستقل                             |
|  | الرابطة الإسلامية الباكستانية (ق) |
|  | حزب الشعب الباكستاني              |
|  | الرابطة الإسلامية الباكستانية (ن) |
|  | حركة الإنصاف الباكستانية          |

### قائمة رؤساء باكستان
| الرقم                        | الرقم                        | الصورة                                       | الاسم (الولادة–الوفاة)              | تولى المنصب                  | ترك المنصب                                | الانتخابات                         | الحزب السياسي                                   |
| دومينيون باكستان (1947-1956) | دومينيون باكستان (1947-1956) | دومينيون باكستان (1947-1956)                 | دومينيون باكستان (1947-1956)        | دومينيون باكستان (1947-1956) | دومينيون باكستان (1947-1956)              | دومينيون باكستان (1947-1956)       | دومينيون باكستان (1947-1956)                    |
| ---------------------------- | ---------------------------- | -------------------------------------------- | ----------------------------------- | ---------------------------- | ----------------------------------------- | ---------------------------------- | ----------------------------------------------- |
| 1                            |                              |                                              | محمد علي جناح (1876–1948)           | 15 أغسطس 1947                | 11 سبتمبر 1948 (توفي خِلال فترة الحكم)     | —                                  | الرابطة الإسلامية                               |
| 2                            |                              |                                              | خواجة ناظم الدين (1894–1964)        | 14 سبتمبر 1948               | 17 أكتوبر 1951                            | —                                  | الرابطة الإسلامية الباكستانية                   |
| 3                            |                              |                                              | مالك غلام محمد (1895–1956)          | 17 أكتوبر 1951               | 7 أغسطس 1955 (عُزِل)                        | —                                  | مستقل                                           |
| 4                            |                              |                                              | إسكندر ميرزا (1899–1969)            | 7 أغسطس 1955                 | 23 مارس 1956 (أصبح رئيساً)                 | —                                  | الحزب الجمهوري                                  |
| باكستان (1956-الحاضر)        |                              |                                              |                                     |                              |                                           |                                    |                                                 |
| 4                            |                              | A black and white portrait of Iskander Mirza | إسكندر ميرزا (1899–1969)            | 23 مارس 1956                 | 27 أكتوبر 1958                            | انتخابات الرئاسة الباكستانية 1956  | الحزب الجمهوري                                  |
| 5                            |                              | A black and white portrait of Ayub Khan      | محمد أيوب خان (1907–1974)           | 27 أكتوبر 1958               | 8 يونيو 1962                              | انقلاب باكستان 1958                | دكتاتور عسكري                                   |
| 5                            |                              | A black and white portrait of Ayub Khan      | محمد أيوب خان (1907–1974)           | 8 يونيو 1962                 | 31 مارس 1969                              | 2 يناير 1965                       | دكتاتور عسكري مؤتمر الرابطة الإسلامية           |
| 6                            |                              |                                              | محمد أفضل جيما (1913–2008) بالإنابة | 1962                         | 1963                                      | —                                  | النائب الأول لرئيس المجلس الوطني 1962-1965      |
| 7                            |                              |                                              | فضل قادر شودري (1919–1973) بالإنابة | 29 نوفمبر 1963               | 12 يونيو 1965                             | —                                  | مؤتمر الرابطة الإسلامية                         |
| 8                            |                              | A black and white portrait of Ayub Khan      | محمد أيوب خان (1907–1974)           | 12 يونيو 1965                | 31 مارس 1969                              | 2 يناير 1965                       | مؤتمر الرابطة الإسلامية                         |
| 9                            |                              | A portrait of Yahya Khan                     | يحيى خان (1917–1980)                | 31 مارس 1969                 | 20 ديسمبر 1971                            | —                                  | حاكم عسكري                                      |
| 10                           |                              |                                              | ذو الفقار علي بوتو (1928–1979)      | 20 ديسمبر 1971               | 13 أغسطس 1973                             | 20 ديسمبر 1971                     | حزب الشعب الباكستاني                            |
| 11                           |                              |                                              | فضل إلهي شودري (1904–1982)          | 14 أغسطس 1973                | 20 أبريل 1978                             | 14 أغسطس 1973                      | حزب الشعب الباكستاني                            |
| 12                           |                              |                                              | شيخ أنوار الحق (1917–1995) بالإنابة | 20 أبريل 1978                | 7 مايو 1978                               | 14 أغسطس 1973                      | حزب الشعب الباكستاني                            |
| 13                           |                              |                                              | فضل إلهي شودري (1904–1982)          | 7 مايو 1978                  | 16 سبتمبر 1978                            | 14 أغسطس 1973                      | حزب الشعب الباكستاني                            |
| 14                           |                              |                                              | محمد ضياء الحق (1924–1988)          | 16 سبتمبر 1978               | 17 أغسطس 1988                             | —                                  | حاكم عسكري                                      |
| 15                           |                              |                                              | غلام إسحاق خان (1915–2006)          | 17 أغسطس 1988                | 18 يوليو 1993                             | 13 ديسمبر 1988                     | مستقل                                           |
| 16                           |                              |                                              | وسيم سجاد (1941– ) بالإنابة         | 18 يوليو 1993                | 14 نوفمبر 1993                            | محاولة الانقلاب في باكستان 1995    | الرابطة الإسلامية الباكستانية (ن)               |
| 17                           |                              |                                              | فاروق ليغاري (1940–2010)            | 14 نوفمبر 1993               | 2 ديسمبر 1997                             | 14 نوفمبر 1993                     | حزب الشعب الباكستاني                            |
| 18                           |                              |                                              | وسيم سجاد (1941– ) بالإنابة         | 27 ديسمبر 1997               | 1 يناير 1998                              | —                                  | الرابطة الإسلامية الباكستانية (ن)               |
| 19                           |                              | A portrait                                   | محمد رفيق طرار (1929–2022)          | 1 يناير 1998                 | 20 يونيو 2001                             | 31 ديسمبر 1997 انقلاب باكستان 1999 | الرابطة الإسلامية الباكستانية (ن)               |
| 20                           |                              | A portrait of Pervez Musharraf               | برويز مشرف (1943– 2023)             | 20 يونيو 2001                | 6 أكتوبر 2007                             | انتخابات الرئاسة الباكستانية 2004  | —                                               |
| 20                           |                              | A portrait of Pervez Musharraf               | برويز مشرف (1943– 2023)             | 6 أكتوبر 2007                | 18 أغسطس 2008                             | 6 أكتوبر 2007                      | دكتاتور عسكري الرابطة الإسلامية الباكستانية (ق) |
| 21                           |                              |                                              | محمد ميان سومورو (1950– ) بالإنابة  | 18 أغسطس 2008                | 9 سبتمبر 2008                             | —                                  | الرابطة الإسلامية الباكستانية (ن)               |
| 22                           |                              | A portrait of Asif Ali Zardari               | آصف علي زرداري (1955– )             | 9 سبتمبر 2008                | 9 سبتمبر 2013                             | 6 سبتمبر 2008                      | حزب الشعب الباكستاني                            |
| 23                           |                              |                                              | ممنون حسين (1941–2021)              | 9 سبتمبر 2013                | 9 سبتمبر 2018                             | 30 يوليو 2013                      | الرابطة الإسلامية الباكستانية (ن)               |
| 24                           |                              |                                              | عارف علوي (1949– )                  | 9 سبتمبر 2018                | في المنصب (تنتهي الفترة في 9 سبتمبر 2023) | 4 سبتمبر 2018                      | حركة الإنصاف الباكستانية                        |

## مُلاحظات
1. ↑  إلى حدود 2021.
2. ↑  حصل مشرف على الثقة من المُجمع الانتخابي الباكستاني وانتخب نفسه رئيساً لباكستان.[14]

## وصلات خارجية
"الرؤساء". WorldStatesman.org. مؤرشف من الأصل في 2020-08-17.